# GE ES43BBi
A GE ES43BBi é uma locomotiva diesel-elétrica da linha GE Evolution Series, projetada e fabricada no Brasil pela GE Transportation, desde 2014. Esta locomotiva foi desenvolvida especificamente para se adequar as características técnicas das ferrovias de bitola métrica do país e é atualmente a locomotiva diesel-elétrica de oito eixos mais potente em operação no Brasil, com 4.300 hp de potência.

## Tabela
| Modelo  | Potência (HP) | Bitola (m) | Fabricante       | Origem | Ano de Fabricação |
| ------- | ------------- | ---------- | ---------------- | ------ | ----------------- |
| ES43BBi | 4.400         | 1,000 m    | General Electric | Brasil | 2015 – atual      |

## Proprietários Originais
Abaixo são listados os proprietários originais das locomotivas GE ES43BBi.

## Operadores brasileiros

### Klabin
A Klabin utiliza as locomotivas ES43BBi no transporte de celulose entre sua fabrica em Ortigueira e o Porto de Paranaguá, no estado do Paraná, desde 2015.

### Rumo Logística
Desde 2016, a Rumo Logística utiliza largamente as locomotivas ES43BBi na Malha Sul, nos estados de São Paulo e principalmente no Paraná, nos trechos de Maringá, Londrina e Rio Negro até o Porto de Paranaguá.

### VLI Logística
A VLI utiliza as locomotivas ES43BBi principalmente no transporte de grãos no Corredor de Exportação Araguari-Santos, entre o Triângulo Mineiro e o TIPLAM em Santos (SP), desde agosto de 2018.